# Pirazol
| Pirazol |                                                       |
| \| \| \| |                                                       |
| IUPAC-név | Pirazol                                               |
| Más nevek | 1,2-diazol                                            |
| Kémiai azonosítók                                                                                               |                                                       |
| CAS-szám | 288-13-1                                              |
| PubChem | 1048                                                  |
| ChemSpider | 1019                                                  |
| EINECS-szám | 206-017-1                                             |
| DrugBank | DB02757                                               |
| KEGG | C00481                                                |
| ChEBI | 17241                                                 |
| RTECS szám | UQ4900000                                             |
| SMILES | c1cn[nH]c1                                            |
| InChIKey | WTKZEGDFNFYCGP-UHFFFAOYSA-N                           |
| Beilstein | 103775                                                |
| Gmelin | 1360                                                  |
| UNII | 3QD5KJZ7ZJ                                            |
| ChEMBL | CHEMBL15967                                           |
| Kémiai és fizikai tulajdonságok                                                                                 |                                                       |
| Kémiai képlet                                                                                                   | C3H4N2                                                |
| Moláris tömeg                                                                                                   | 68,7 g/mol                                            |
| Megjelenés | Színtelen, kristályos vegyület                        |
| Olvadáspont | 66-70 °C                                              |
| Forráspont | 168-188 °C                                            |
| Oldhatóság (vízben)                                                                                             | Jól oldódik                                           |
| Oldhatóság (más oldószerekben)                                                                                  | szerves oldószerekben is jól oldódik                  |
| Veszélyek |                                                       |
| Főbb veszélyek                                                                                                  | Ártalmas (Xn)                                         |
| R mondatok | R22, R36/38                                           |
| S mondatok | nincs S-mondat                                        |
| LD50 | 1010 mg/kg (patkány, szájon át)                       |
| Rokon vegyületek                                                                                                |                                                       |
| Rokon vegyületek                                                                                                | imidazol, izoxazol, izotiazol, oxazol, tiazol, pirrol |
| Ha másként nem jelöljük, az adatok az anyag standardállapotára (100 kPa) és 25 °C-os hőmérsékletre vonatkoznak. |                                                       |
| |                                                       |

A pirazol öttagú gyűrűt tartalmazó heteroaromás (aromás heterociklusos) vegyület. A gyűrűjében két nitrogénatomot tartalmaz, az egyikhez hidrogén kapcsolódik. A diazolok közé tartozik (A diazolok a két nitrogénatomot tartalmazó, öttagú gyűrűs heteroaromás vegyületek).
Nevét a pirrol és az azo- szó összevonásából, tehát végső soron a görög pyrrosz (πυρρός = tűzvörös), az a- fosztóképző és a zoé (ζωή = élet) szóból kapta.
Színtelen, szilárd vegyület, gyengén piridinszagú. Íze keserű. A forráspontja magas (187 °C), ez azzal magyarázható, hogy a pirazolmolekulákból intermolekuláris hidrogénkötésekkel dimerek képződnek. Nagyon jól oldódik vízben és sok szerves oldószerben. A pirazol és a pirazolgyűrűt tartalmazó vegyületek a természetben nem fordulnak elő, de szintetikusan előállított származékai között gyakorlati jelentőséggel rendelkező vegyületek, festékek (például az azofestékek közé tartozó tartrazin) és gyógyszerek találhatók.

## Története
A pirazol és származékai a természetben nem találhatók meg, az első pirazolszármazékot (a dihidro-ketopirazol, vagy más néven pirazolon egyik származékát) 1883-ban sikerült előállítani. Az alapvegyület szintézisét csak néhány évvel később (1889-ben) tudták megvalósítani.

## Kémiai tulajdonságai
A pirazol amfoter vegyület. Gyenge bázis (pKb-jének értéke 11,5), savakkal sókat képez, de sói könnyen hidrolizálnak. Savi jellege még gyengébb, mint bázisos jellege (pKs-ének értéke körülbelül 14). A gyűrűben található imino- (-NH-) csoport hidrogénatomja káliummmal vagy kálium-hidroxidos ömlesztéssel kicserélhető. Aromás jellegű vegyület. Aromás jellegére utal, hogy gyűrűje igen stabil, ellenáll hőnek, redukáló- és oxidálószereknek. Az alifás oldalláncot tartalmazó pirrolszármazékok oldalláncai krómsavval vagy kálium-permanganáttal karboxilcsoporttá oxidálhatók, anélkül, hogy a gyűrű felnyílna. Aromás jellege folytán jellemzőek rá az aromás elektrofil szubsztitúciók, de ezek lassabban mennek végbe, mint a pirrol esetében. A szubsztituensek 4-es helyzetbe épülnek be. A nitrálása például csak erélyes behatásra megy végbe.

## Előállítása
A diazometán híg éteres oldatába acetilént vezetve könnyen pirazol képződik. Ez lényegében egy addíciós reakció. A pirrolgyűrű két szomszédos nitrogénatomját hidrazinnal is be lehet építeni. Hidrazinból és α,β-helyzetű háromszoros szén-szén kötést tartalmazó oxovegyületekből is képződhet pirazol, illetve pirazolszármazékok. Maga a pirazol ezzel a módszerrel előállítható propargilaldehid acetáljából a hidrazin szulfátjával.